# Aram Dżulfalakian
Aram Dżulfalakian (ur. 6 października 1989) – ormiański zapaśnik walczący w stylu klasycznym. Zajął jedenaste miejsce na mistrzostwach Europy w 2012. Trzynasty w Pucharze Świata w 2011. Czternasty na Uniwersjadzie w 2013, jako zawodnik Armenian State Institute of Physical Culture w Erywaniu roku.